# Lăng Nguyễn Đình Chiểu
Lăng Nguyễn Đình Chiểu là nơi an táng và thờ nhà thơ Nguyễn Đình Chiểu, cùng với vợ ông là bà Lê Thị Điền và con gái là nữ sĩ Sương Nguyệt Anh. Khu di tích hiện thuộc ấp 3, xã An Đức, huyện Ba Tri, tỉnh Bến Tre, được Thủ tướng Chính phủ Việt Nam xếp hạng di tích quốc gia đặc biệt vào cuối năm 2016.

## Nguyễn Đình Chiểu tại Ba Tri
Năm 1862, sau khi triều đình Huế ký Hòa ước Nhâm Tuất nhượng hẳn ba tỉnh miền Đông Nam Kỳ là Biên Hòa, Gia Định và Định Tường cho Pháp, Nguyễn Đình Chiểu đã đưa gia đình rời Cần Giuộc xuống Ba Tri (bấy giờ thuộc tỉnh Vĩnh Long). Vùng đất Ba Tri khi đó được xem là nơi xa xôi, còn nhiều rừng rậm hoang vu, dân cư còn thưa thớt. Ông cất được một ngôi nhà lá tại làng An Bình Đông (nay thuộc thị trấn Ba Tri). Tại đây, ông tiếp tục dạy học, bốc thuốc chữa bệnh cho người dân. Bên cạnh đó, Nguyễn Đình Chiểu vẫn liên lạc với các nhà thơ Phan Văn Trị, Huỳnh Mẫn Đạt và đặc biệt ông thường viết thư từ liên hệ với Trương Định. Giai đoạn này, Nguyễn Đình Chiểu sáng tác nhiều bài thơ điếu khi hay tin những người quen, bạn bè như ra đi như khi Trương Định hy sinh (1864), Phan Thanh Giản uống thuốc độc tự tử (1867), thủ lĩnh khởi nghĩa Phan Ngọc Tòng hy sinh (1868). Hai tác phẩm Văn tế nghĩa sĩ trận vong Lục tỉnh và Ngư Tiều y thuật vấn đáp cũng được ông sáng tác trong thời kỳ này. Nguyễn Đình Chiểu qua đời ngày 24 tháng 5 năm Mậu Tý (3 tháng 7 năm 1888). Tương truyền, ngày đưa tang ông, cả cánh đồng làng An Bình Đông rợp trắng màu khăn tang.

## Lịch sử khu lăng mộ

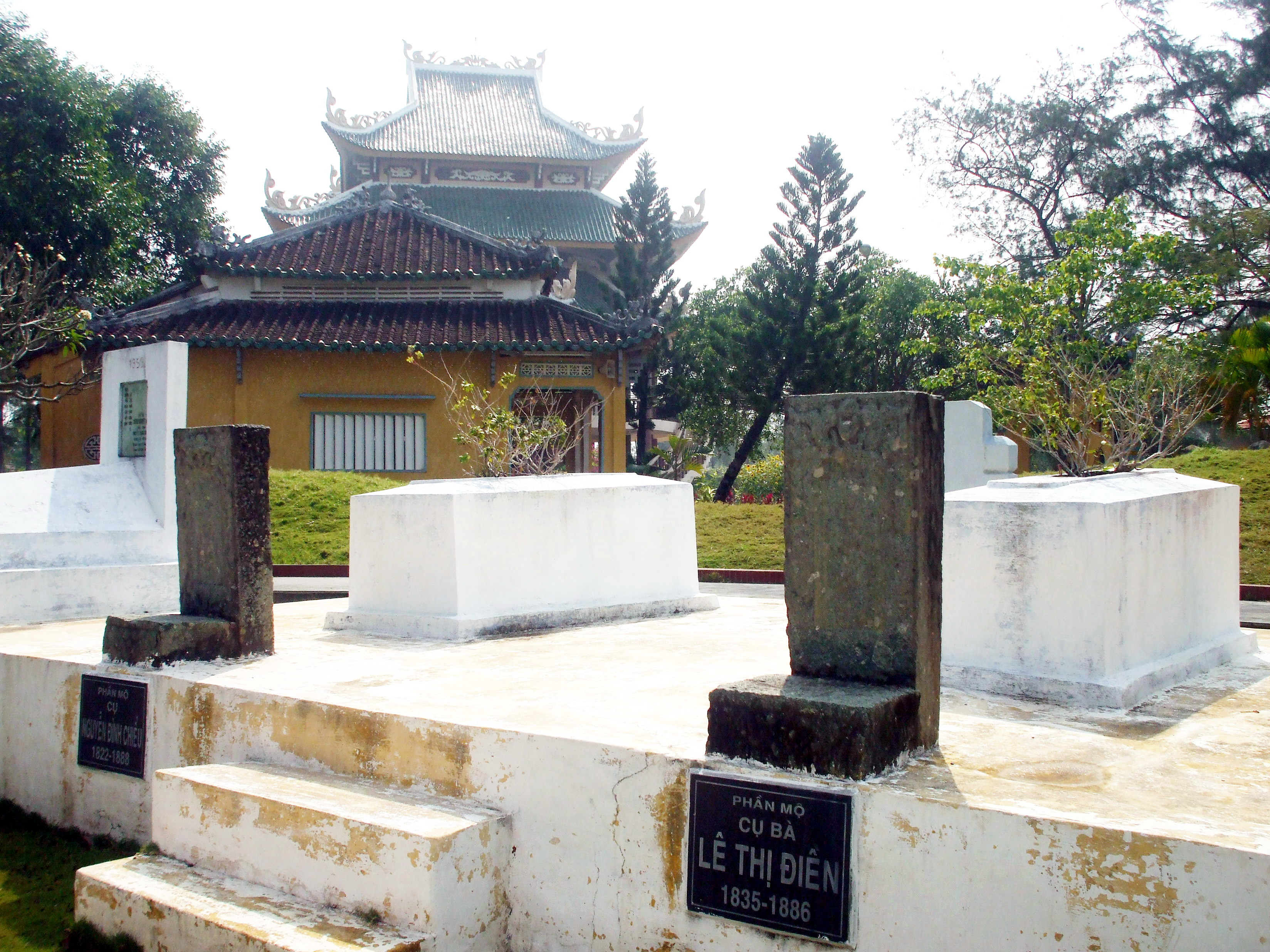
Phần mộ Nguyễn Đình Chiểu và bà Lê Thị Điền vào năm 2008

Khu lăng mộ Nguyễn Đình Chiểu ban đầu thuộc làng An Bình Đông, tổng Bảo An. Về sau, làng An Bình Đông sáp nhập với làng Vĩnh Đức Tây kế cận thành làng (sau đổi thành xã) An Đức nên ngày nay khu lăng thuộc địa bàn xã An Đức, gần thị trấn Ba Tri. Nơi đây vốn là đất của người học trò thân tín của Nguyễn Đình Chiểu là ông Nhứt Xược, cũng là phần đất là do đích thân nhà thơ chọn trước khi qua đời.
Giai đoạn đầu, mộ của Nguyễn Đình Chiểu và bà Lê Thị Điền chỉ là mộ đất, xung quanh ghép đá ong. Năm 1958, chính quyền Việt Nam Cộng hòa sửa sang lại mộ của hai ông bà bằng xi măng. Một năm sau, mộ của nữ sĩ Sương Nguyệt Anh cũng được cải táng từ làng Mỹ Nhơn về đây. Năm 1972, chính quyền cho xây dựng đền thờ Nguyễn Đình Chiểu trong khu lăng mộ.
Ngày 27 tháng 4 năm 1990, Bộ Văn hóa – Thông tin (nay là Bộ Văn hóa, Thể thao và Du lịch) quyết định công nhận khu lăng mộ là di tích lịch sử văn hóa cấp quốc gia. Từ năm 2000 đến năm 2002, khu di tích được mở rộng, xây dựng thêm các công trình đền thờ mới và nhà bia. Ngày 22 tháng 12 năm 2016, Thủ tướng Chính phủ ban hành Quyết định số 2499/QĐ-TTg xếp hạng Mộ và Khu lưu niệm Nguyễn Đình Chiểu là di tích quốc gia đặc biệt.

## Kiến trúc
Khu lăng Nguyễn Đình Chiểu có tổng diện tích 14.187,9 m², gồm các hạng mục quan trọng là: khu mộ, đền thờ cũ, đền thờ mới và nhà bia.

### Khu mộ
Khu mộ hiện nằm phía sau khu lưu niệm. Phần mộ Nguyễn Đình Chiểu và bà Lê Thị Điền được tôn tạo năm 1958, nằm trên một nền cao và được dựng chung một tấm bia mộ bằng xi măng ở chính giữa phía trên đầu. Bia khắc dòng chữ "Nguyễn Đình Trọng Phủ chi mộ", hai hàng chữ nhỏ hai bên ghi ngày tháng; hai bên ngoài cùng của bia mộ là hai câu đối. Trên chân mộ Nguyễn Đình Chiểu có chạm chữ Nhật (日), còn mộ bà Lê Thị Điền thì chạm chữ Nguyệt (月).

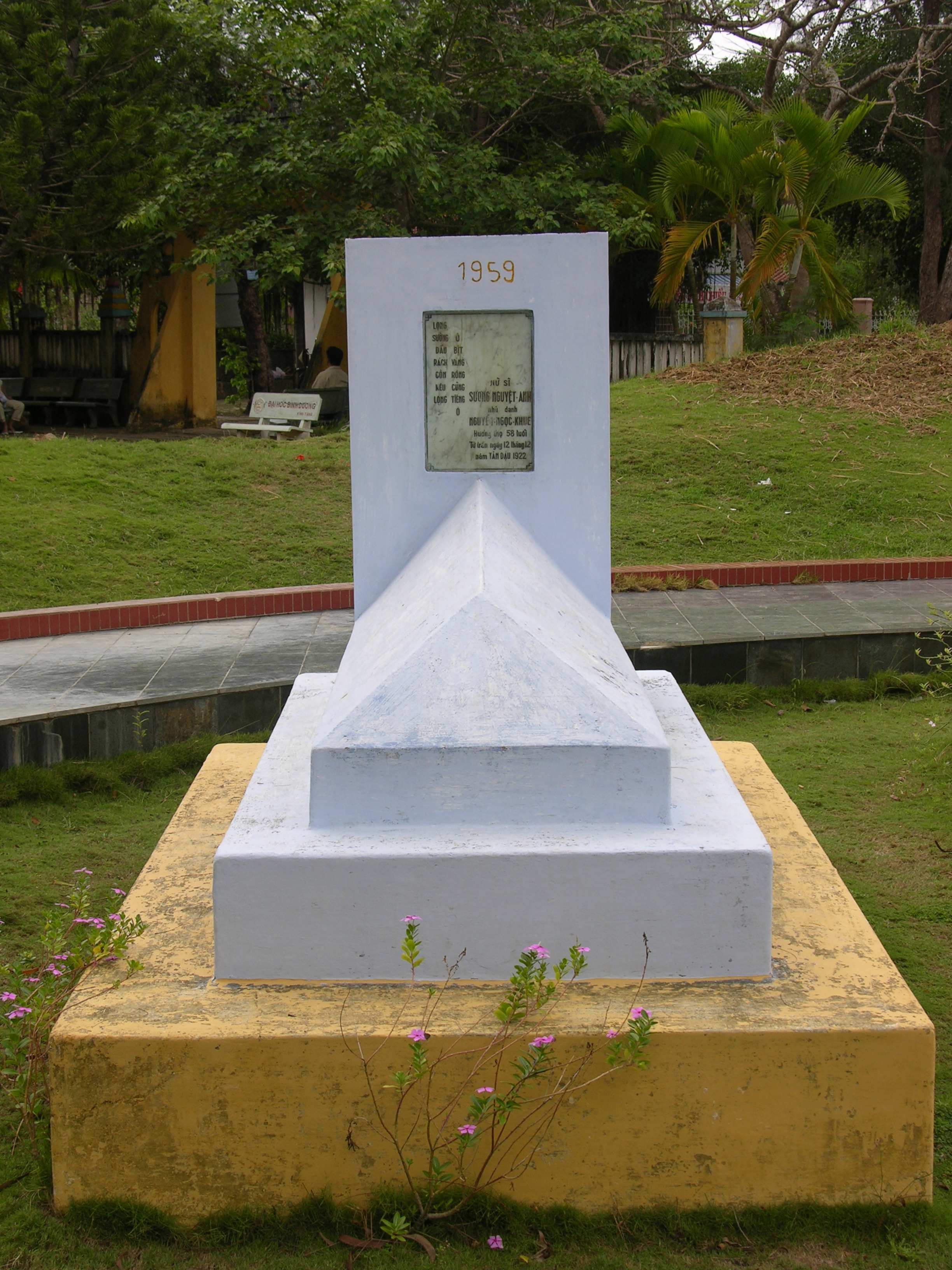
Mộ nữ sĩ Sương Nguyệt Anh vào năm 2009

Mộ nữ sĩ Sương Nguyệt Anh nằm riêng lẻ bên cạnh mộ ông bà, trên bia mộ đề dòng chữ: "Nữ sĩ Sương Nguyệt Anh, nhũ danh Nguyễn Ngọc Khuê, hưởng thọ 58 tuổi, từ trần ngày 12 tháng 12 năm Tân Dậu 1922" cùng hai câu thơ: "Lọng sườn dẫu rách còn kêu lọng/Ô bịt vàng ròng cũng tiếng ô". Tuy nhiên, mốc thời gian "Tân Dậu 1922" được cho là không chính xác do theo Nguyễn chi thế phổ (Gia phả dòng họ) thì bà mất ngày 12 tháng 12 năm Canh Thân. Mặt sau của bia có khắc bài thơ "Khóc cô mẫu" do bà Nguyễn Thoại Long, con gái ông Nguyễn Đình Chiêm (gọi Sương Nguyệt Anh bằng cô), sáng tác, nội dung như sau:
Dựng mồ kỷ niệm Nguyệt Anh cô,

Vóc dạng ngày nay biết ở mô?

Tờ báo Giới Chung còn dấu tích,

Tấm bia liệt nữ nét nào khô.

Sông Tri rày đặng nương hồn phách,

Đất khách từ đây lánh bụi hồ.

Phận cháu Thoại Long lòng kính mến,

Nguyệt Anh cô hỡi Nguyệt Anh cô.— Nguyễn Thoại Long

Tuy nhiên, về sau do quét vôi nên bài thơ đã bị che lấp. Theo bà Âu Dương Thị Yến (cháu nội bà Nguyễn Thoại Long) thì câu đầu và câu cuối của bài thơ này phải đổi vị trí cho nhau mới chính xác. Ông Vũ Hồng Thanh, thành viên thuộc Liên hiệp các Hội Khoa học và Kỹ thuật tỉnh Bến Tre, đã nhận định đây là bài thơ khá hay, dù có hoán đổi câu đầu và câu cuối vẫn phù hợp.

### Đền thờ cũ
Đền được xây dựng năm 1972 trên diện tích 84 m². Kiến trúc đền gồm hai tầng mái, lợp ngói âm dương, màu nâu. Bờ nóc đền trang trí các hoa văn rồng, mây cách điệu. Chính giữa là bàn thờ bằng bê tông dán gạch men. Hai cột chính đắp nổi hai câu thơ: "Chở bao nhiêu đạo thuyền không khẳm/Đâm mấy thằng gian bút chẳng tà" trong tác phẩm Dương Từ – Hà Mậu viết theo kiểu thư pháp. Nội thất đền trưng bày những hình ảnh, tư liệu về các vị thủ lĩnh và phong trào chống Pháp tại Nam Kỳ cuối thế kỷ XIX.

### Đền thờ mới

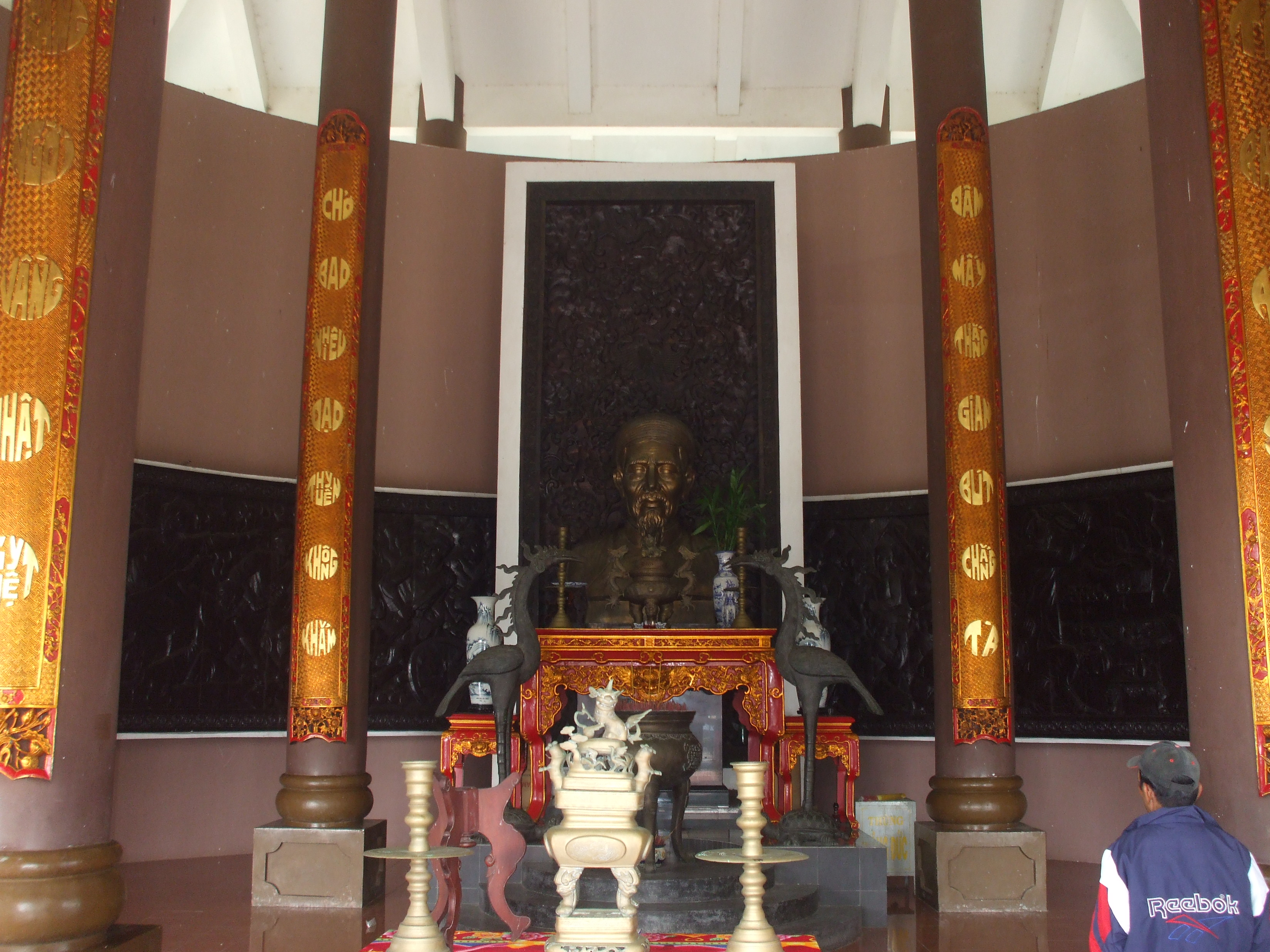
Tượng Nguyễn Đình Chiểu trong đền thờ mới vào năm 2008

Đền thờ mới được xây dựng trong các năm 2000–2002 theo mẫu kiến trúc trùng thiềm điệp ốc. Đền cao 21 m, dựng bằng bê tông cốt thép, mái dán ngói âm dương màu xanh. Các cửa ra vào được đắp nổi một số hoa văn cách điệu như: hoa sen, cuốn thư, ngòi bút, hoa lá... còn trên trần thì đắp nổi hoa văn trống đồng. Đền thờ này có hai tầng, tầng dưới trưng bày hình ảnh các lãnh đạo, người dân, du khách đến viếng còn tầng trên là nơi đặt tượng Nguyễn Đình Chiểu bằng đồng cao 1,6 m, nặng 1,2 tấn. Bốn cột trụ có bốn liễn áp cột bằng gỗ chạm trổ hoa văn tinh xảo, trong đó cũng có hai câu thơ trong Dương Từ – Hà Mậu tương tự như ở đền thờ cũ. Ngoài ra còn có câu đối của ông Nguyễn Văn Châu, một người dân Bến Tre ca tụng ông: "Nhân nghĩa sáng ngời vầng nhật nguyệt/Văn chương tỏ rạng ánh sao Khuê". Hai bên tượng nhà thơ là hai mảng phù điêu, trong đó phù điêu bên trái miêu tả hình ảnh ông đọc bài văn tế Lục tỉnh sĩ dân trận vong tại chợ Đập, còn phù điêu bên phải tả hình ảnh trận đánh đầu tiên mà người giáo làng Phan Ngọc Tòng lãnh đạo khởi nghĩa với vũ khí thô sơ tại Giồng Gạch khi người Pháp chiếm Ba Tri vào đêm 17 tháng 11 năm 1868.

### Nhà bia

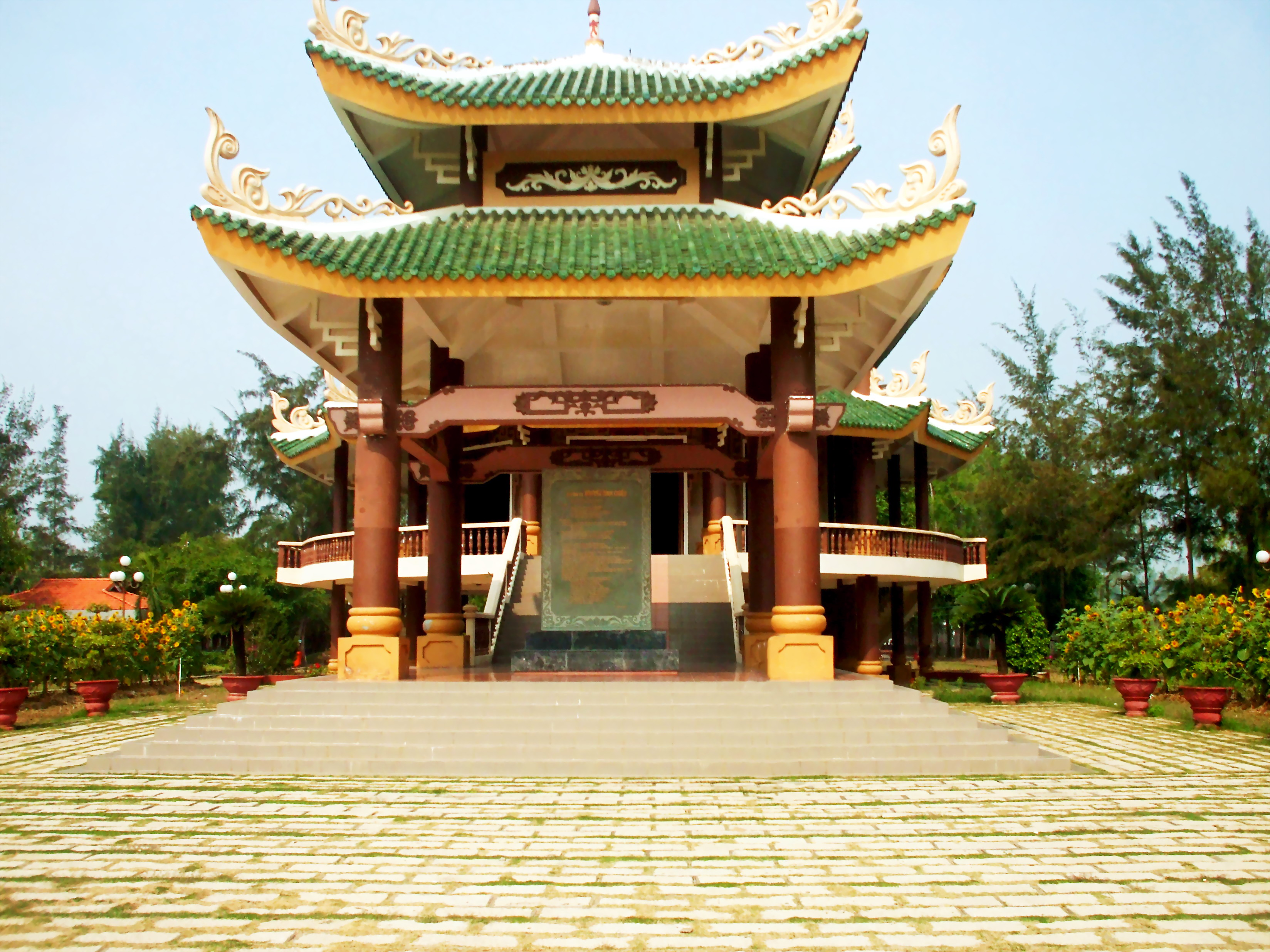
Nhà bia và đền thờ mới vào năm 2008

Nhà bia cũng được xây dựng trong giai đoạn 2000–2002 bằng bê tông cốt thép theo kiến trúc truyền thống, cao 12 m, hai tầng mái dán ngói. Mặt ngoài công trình đắp nổi hoa lá cách điệu, mặt trong đắp nổi tứ linh. Trên đỉnh mái là biểu tượng bút lông đắp nổi. Chính giữa nhà là tấm bia bằng đá xanh, nguyên khối, kích thước 2,65 m x 2,7 m x 1,8 m. Mặt trước tấm bia khắc bài văn ca ngợi công đức của nhà thơ, còn mặt sau tóm tắt tiểu sử của ông.

## Văn hóa
Hàng năm vào ngày 1 tháng 7 và 3 tháng 7 (ngày sinh và ngày mất của Nguyễn Đình Chiểu), chính quyền tỉnh Bến Tre và huyện Ba Tri tổ chức lễ hội truyền thống văn hóa dân gian gọi là lễ hội Nguyễn Đình Chiểu với nhiều hoạt động như: bốc thuốc miễn phí, thi nấu ăn, kéo co, đập niêu, triển lãm ảnh, Liên hoan đờn ca tài tử, Liên hoan hóa trang các nhân vật trong truyện Lục Vân Tiên, ngâm thơ, múa lân, thi đấu võ thuật,...
Tối ngày 30 tháng 6 năm 2022, tại lăng Nguyễn Đình Chiểu, UNESCO Việt Nam, Bộ Văn hóa, Thể thao và Du lịch và chính quyền tỉnh Bến Tre phối hợp tổ chức Lễ kỷ niệm 200 năm ngày sinh danh nhân Nguyễn Đình Chiểu (1822–2022). Đến dự buổi lễ có Chủ tịch Nguyễn Xuân Phúc cùng các nguyên Chủ tịch Nguyễn Minh Triết, Trương Tấn Sang, nguyên Thủ tướng Nguyễn Tấn Dũng và nguyên Chủ tịch Quốc hội Nguyễn Thị Kim Ngân.